# Erica rehmii
Erica rehmii är en ljungväxtart som beskrevs av Dulfer. Erica rehmii ingår i släktet klockljungssläktet, och familjen ljungväxter. Inga underarter finns listade i Catalogue of Life.